# 셰인 워드
셰인 워드(Shayne Ward, 1984년 10월 16일 ~ )는 잉글랜드의 가수이다.